# Springvand
Et springvand er som oftest en vandstråle, der enten skydes op i luften, eller løber ned over installationen. Forkærligheden for springvand opstod, da man oplevede virkningen af forbundne kar, nemlig ved aftapningssteder for bjergvand, der var ledt ned til byerne i lufttætte rørledninger.
Springvand findes mange steder enten i folks private haver eller i det offentlige rum, hvor det ofte antager karakter af kunstværker.